# タップル
タップル（tapple）は、サイバーエージェントグループの株式会社タップル（旧：株式会社マッチングエージェント）が運営するスマートフォン向け恋活・婚活マッチングアプリである。

## 概要
2014年5月にサービス開始。スマートフォンアプリは2014年5月にiOS版、2014年7月にAndroid版が配信されている。
コンセプトは「趣味でつながる恋活サービス」で、自分の興味関心に近い感性を持つ異性と接点を持てるのが特徴。
画面上に表示される異性に「いいかも！」という手段で好意を示すことが出来、相互に関心を抱いた会員同士でのマッチングが可能。その後、メッセージのやりとりを行える。
2018年10月時点の現会員数（退会者除く）は400万人を突破しており、マッチング数は延べ1億2,000万組。
会員は20歳 - 24歳の若い世代が多く、婚活ではなく「恋活」目的で利用されている傾向にある。
会員登録には年齢制限があり、18歳未満は利用禁止。また18歳であっても、自主規制により高校生の利用は断っている。
かつての正式名称はタップル誕生（タップルたんじょう）だったが、単にタップルと呼称されることが多く、2020年11月より、正式にサービス名をタップルに改めた。

## 沿革
- 2013年12月　株式会社マッチングエージェント設立
- 2014年5月　「タップル誕生」iOSアプリ リリース
- 2014年7月　「タップル誕生」Androidアプリ リリース
- 2017年2月　「タップル誕生」会員数200万人突破
- 2018年8月　「タップル誕生」会員数400万人突破
- 2018年4月 　24時間以内にデート相手を探せる「おでかけ機能」リリース
- 2019年4月　デートパス機能追加
- 2019年4月　運営会社が渋谷区円山町から渋谷区宇田川町に移転
- 2020年11月　運営会社名を「株式会社タップル」に、サービス名を「タップル」に変更

## 安全への対策

### 公的身分証による本人確認
メッセージ機能を利用する際は、公的な身分証明書の提出による年齢確認が必須である。

### 24時間体制のサービス監視
会員により投稿される画像、テキスト類は全てカスタマーサポートセンターが確認し、 不適切な内容がないかを24時間365日体制で監視している。
また会員自身による違反会員の通報システムも完備され、不適切な投稿や不審な言動の取締が常時行われている。

## コラボレーション

### tapple Bar（タップルバー）
スタンディングバー「SWITCH BAR（スイッチバー）」とコラボレーションし展開していた飲食店。2019年6月時点で、恵比寿店と銀座店があった。店内では初対面の来場者同士が交流する他、タップルでマッチングした会員の初デートの場としても提供されている。現在はコラボレーションが終了している。

## タップル 友達招待キャンペーン
タップルでは新規会員登録者募集にあたり友達招待キャンペーンを行なっている。すでにタップルに登録している会員から紹介を受けて、新たに新規会員となったひとが一定の条件をクリアすると、紹介者側と被紹介者側の両者に1,000円～2,200円（現金）が支払われる仕組みである。
この紹介コードを利用してもらうために、タップルの魅力や出会い方のコツを新規会員にアドバイス（宣伝）をしている配信者も多くいる。